# Libnotes (Neolibnotes) samoensis idjensis
Libnotes (Neolibnotes) samoensis idjensis is een ondersoort van de tweevleugelige Libnotes (Neolibnotes) samoensis uit de familie steltmuggen (Limoniidae). De ondersoort komt voor in het Oriëntaals gebied.